# UPっぷ富山 きとラボ
『UPっぷ富山 きとラボ』（アップっぷとやま きとラボ、通称：きとラボ）は、2022年4月8日からNHK富山で放送されている地域情報番組である。

## 概要
かつて東海・北陸地方7県で放送されていたブロックネット番組『ナビゲーション』の枠に編成されたローカル番組で、「富山の未来をもっと豊かにカラフルにする実験室」をコンセプトにしている。

## 放送時間
- 金曜日 19:30 - 19:55（JST）
  - NHKの公式サイトには「放送：総合 毎週金曜」と記されているが、実際にはこの時間帯に富山放送局・金沢放送局・福井放送局制作の『ホクロック!』や名古屋放送局制作の『中部ネイチャーシリーズ』なども放送されるため、当該週には放送休止になる。

## 出演者
- さだありさ - MC[1]
- きとっピ - アシスタント[2]

## 過去の出演者
- 石井智也（NHKアナウンサー） - MC[1]